# Wydział Nauk o Polityce i Bezpieczeństwie Uniwersytetu Mikołaja Kopernika w Toruniu
Niektóre z zamieszczonych tu informacji od 2024-02 wymagają weryfikacji.
 Po wyeliminowaniu niedoskonałości należy usunąć szablon [[Szablon:Dopracować|]] z tego artykułu.
Wydział Nauk o Polityce i Bezpieczeństwie Uniwersytetu Mikołaja Kopernika w Toruniu – jeden z 16 wydziałów Uniwersytetu Mikołaja Kopernika w Toruniu. Znajduje się przy ul. Stefana Batorego 39.

## Historia
Zakład Stosunków Międzynarodowych powstał 1 maja 1999 roku w ramach Instytutu Historii i Archiwistyki działającego na Wydziale Nauk Historycznych UMK. Pierwszym dyrektorem nowej jednostki został prof. dr hab. Sławomir Kalembka. W 2000 roku Zakład został przekształcony w samodzielną Katedrę Stosunków Międzynarodowych, która została przekształcona w Instytut Studiów Międzynarodowych z dniem 1 marca 2005 roku.
W 1998 roku powołano do życia Zakład Teorii Polityki, który działał w ramach Wydziału Humanistycznego UMK. W 2001 roku został on przekształcony w Katedrę Politologii, natomiast w 2005 roku - w Instytut Politologii.
Decyzją Senatu Uniwersytetu z dnia 31 marca 2009 roku z połączenia Instytutu Politologii oraz Instytutu Stosunków Międzynarodowych powstał samodzielny Wydział Politologii i Studiów Międzynarodowych. Dziekanem wydziału został wybrany prof. dr hab. Roman Bäcker.
Od 1 października 2019 roku, zarządzeniem Rektora UMK, Wydział funkcjonuje jako Wydział Nauk o Polityce i Bezpieczeństwie Uniwersytetu Mikołaja Kopernika w Toruniu.

## Kierunki kształcenia

### Studia stacjonarne I i II stopnia
- Bezpieczeństwo wewnętrzne
- Bezpieczeństwo narodowe
- Politologia
- Stosunki międzynarodowe

### Studia niestacjonarne I i II stopnia
- Bezpieczeństwo wewnętrzne

### Studia doktoranckie
Interdyscyplinarna Szkoła Doktorska Nauk Społecznych Academia Rerum Socialium kształci doktorantów w dziedzinie nauk społecznych m.in. w dyscyplinie naukowej:
- nauki o polityce i administracji

## Struktura wydziału

### Instytut Nauk o Polityce
Dyrektor: dr hab. Bartłomiej Michalak
- Katedra Filozofii i Teorii Polityki
- Katedra Myśli Politycznej
- Katedra Stosunków Międzynarodowych
- Katedra Studiów Europejskich
- Katedra Systemów Politycznych

### Instytut Nauk o Bezpieczeństwie
Dyrektor: prof. dr hab. Wojciech Polak
- Katedra Bezpieczeństwa Międzynarodowego
- Katedra Bezpieczeństwa Społecznego i Kulturowego
- Katedra Bezpieczeństwa Wewnętrznego
- Katedra Studiów Strategicznych

## Władze wydziału
W latach 2009–2016:
| Stanowisko                               | Imię i nazwisko              |
| ---------------------------------------- | ---------------------------- |
| Dziekan                                  | prof. dr hab. Roman Bäcker   |
| Prodziekan ds. nauki (od 1 grudnia 2010) | dr hab. Michał Strzelecki    |
| Prodziekan ds. kształcenia               | prof. dr hab. Marek Jeziński |
| Prodziekan ds. studenckich               | dr hab. Zbigniew Karpus      |

W kadencji 2016–2020:
| Stanowisko                 | Imię i nazwisko             |
| -------------------------- | --------------------------- |
| Dziekan                    | dr hab. Zbigniew Karpus     |
| Prodziekan ds. nauki       | dr hab. Bartłomiej Michalak |
| Prodziekan ds. kształcenia | dr hab. Beata Stachowiak    |
| Prodziekan ds. studenckich | dr Patryk Tomaszewski       |

W kadencji 2020–2024:
| Stanowisko                           | Imię i nazwisko                 |
| ------------------------------------ | ------------------------------- |
| Dziekan                              | dr hab. Zbigniew Karpus         |
| Prodziekan ds. Rozwoju i Organizacji | dr Katarzyna Kącka              |
| Prodziekan ds. Kształcenia           | dr hab. Beata Stachowiak-Panske |
| Prodziekan ds. Studenckich           | dr hab. Paweł Hanczewski        |

W kadencji 2024–2028:
| Stanowisko                           | Imię i nazwisko                            |
| ------------------------------------ | ------------------------------------------ |
| Dziekan                              | dr hab. Bartłomiej Michalak, prof. UMK     |
| Prodziekan ds. kształcenia           | dr hab. Beata Stachowiak-Panske, prof. UMK |
| Prodziekan ds. studenckich           | dr Rafał Willa                             |
| Prodziekan ds. rozwoju i organizacji | dr Katarzyna Kącka                         |